# 光郷村
光郷村（ひかりごうむら）は、愛知県中島郡にかつてあった村。わずか約2年半で消滅した。
現在の稲沢市の一部（平成の大合併以前の旧・稲沢市の北西部）に該当する。
村名は、前身となった村名から一文字ずつとった、合成地名である。

## 歴史
- 1902年（明治35年）10月12日 - 光堂村と四郷村が合併し発足。
- 1906年（明治39年）5月10日 - 片原一色村、国分村、西島村、及び井長谷村の一部と合併し、明治村発足。同日光郷村は廃止。